# Cygnus CRS NG-12
Cygnus CRS NG-12 — двенадцатая миссия грузового космического корабля снабжения Cygnus компании Northrop Grumman к Международной космической станции по контракту Commercial Resupply Services с НАСА.
Первая миссия корабля Cygnus в рамках контракта CRS2.
Кораблю присвоено имя S.S. Alan Bean в честь Алана Бина — астронавта, участвовавшего в миссии Аполлон-12 и ставшего четвёртым человеком, ступившим на поверхность Луны.

## Запуск
Для запуска корабля впервые использована обновлённая версия ракеты-носителя, «Антарес-230+». Основным изменением является структурное усиление конструкции первой ступени, которое позволяет не выполнять дросселирование двигателей первой ступени при достижении ракетой уровня максимального аэродинамического сопротивления. Уровень перегрузки в течение полёта повысился с 4 до 5 g. Была снижена стартовая масса ракеты-носителя за счет облегчения как первой, так и второй ступеней. Также изменена траектория полёта ракеты-носителя за счёт снижения перигея орбиты выведения корабля. Все нововведения позволили повысить массу полезной нагрузки доставляемой кораблём.
Запуск корабля ракетой-носителем «Антарес-230+» со стартовой площадки LP-0A Среднеатлантического регионального космопорта состоялся 2 ноября 2019 года в 13:59 UTC
Стыковка корабля состоялась 4 ноября 2019 года в 09:10 UTC

## Полезная нагрузка
Общая масса груза, доставляемого на МКС составляет 3705 кг. В герметичном отсеке доставлено 3586 кг, из которых:
- Провизия и вещи для экипажа — 680 кг
- Материалы для научных исследований — 1983 кг
- Оборудование для выхода в открытый космос — 104 кг
- Оборудование и детали станции — 756 кг
- Компьютеры и комплектующие — 17 кг
- Российское оборудование — 11
- Оборудование Northrop Grumman — 35

На агрегатном отсеке корабля размещёна пусковая установка NanoRacks для запуска наноспутников непосредственно с корабля после отстыковки от станции суммарной массой 119 кг.

## Отстыковка и завершение миссии
Корабль Cygnus был отстыкован от МКС в 14:36 UTC 31 января 2020 года по команде с Земли, после чего он поднялся на высоту 460 км и выполнил запуск 14 наноспутников. Планировалось, что в конце февраля корабль будет сведён с орбиты, но в начале марта компания Northrop Grumman сообщила, что продлила миссию до 2 апреля 2020 года, для того, чтобы предоставить больше времени для тестирования размещённого на корабле коммуникационного оборудования компании Lynk.
Корабль был сведён с орбиты и разрушился в атмосфере 17 марта 2020 года.